# Campeonato Mundial de Atletismo de 2022 - Lançamento de martelo masculino
A competição do lançamento de martelo masculino no Campeonato Mundial de Atletismo de 2022 foi realizada no estádio Hayward Field, em Eugene, nos Estados Unidos, nos dias 15 e 16 de julho de 2022.

## Recordes
Antes da competição, os recordes eram os seguintes:
| Recorde mundial                               | Yuriy Sedykh (URS)     | 86.74 | Estugarda, Alemanha Ocidental | 20 de agosto de 1986  |
| Recorde do campeonato                         | Ivan Tsikhan (BLR)     | 83.63 | Osaka, Japão                  | 27 de agosto de 2007  |
| Recorde do ano                                | Wojciech Nowicki (POL) | 81.58 | Chorzów, Polónia              | 5 de junho de 2022    |
| Recorde da África                             | Mostafa Al-Gamel (EGY) | 81.27 | Cairo, Egito                  | 21 de março de 2014   |
| Recorde da Ásia                               | Koji Murofushi (JPN)   | 84.86 | Praga, República Checa        | 29 de junho de 2003   |
| Recorde da América do Norte, Central e Caribe | Lance Deal (USA)       | 82.52 | Milão, Itália                 | 7 de setembro de 1996 |
| Recorde da América do Sul                     | Wagner Domingos (BRA)  | 78.63 | Celje, Eslovênia              | 19 de junho de 2016   |
| Recorde da Europa                             | Yuriy Sedykh (URS)     | 86.74 | Estugarda, Alemanha Ocidental | 20 de agosto de 1986  |
| Recorde da Oceania                            | Stuart Rendell (AUS)   | 79.29 | Varaždin, Croácia             | 6 de julho de 2002    |

Os seguintes recordes mundiais ou olímpicos foram estabelecidos durante esta competição:
| Data        | Evento | Atleta             | Distância | Notas               |
| ----------- | ------ | ------------------ | --------- | ------------------- |
| 16 de julho | Final  | Paweł Fajdek (POL) | 81.98 m   | Melhor marca do ano |

## Medalhistas
| Ouro               | Prata                  | Bronze                 |
| Paweł Fajdek (POL) | Wojciech Nowicki (POL) | Eivind Henriksen (NOR) |

## Tempo de qualificação
| Tempo de qualificação |
| --------------------- |
| 77.50 m               |

## Calendário
| Data        | Horário | Fase         |
| ----------- | ------- | ------------ |
| 15 de julho | 09:05   | Qualificação |
| 16 de julho | 12:00   | Final        |

Todos os horários estão no horário local (UTC-7)

## Resultados

### Qualificação
Qualificação: 77,50 m (Q) ou as 12 melhores performances (q). 
| Pos. | Grupo | Atleta                 | Nacionalidade  | Tentativa | Tentativa | Tentativa | Marca | Notas |
| Pos. | Grupo | Atleta                 | Nacionalidade  | 1         | 2         | 3         | Marca | Notas |
| ---- | ----- | ---------------------- | -------------- | --------- | --------- | --------- | ----- | ----- |
| 1    | B     | Paweł Fajdek           | Polónia        | 74.63     | 80.09     |           | 80.09 | Q     |
| 2    | A     | Daniel Haugh           | Estados Unidos | 74.56     | 77.13     | 79.34     | 79.34 | Q     |
| 3    | A     | Wojciech Nowicki       | Polónia        | 79.22     |           |           | 79.22 | Q     |
| 4    | B     | Bence Halász           | Hungria        | 79.13     |           |           | 79.13 | Q     |
| 5    | B     | Rudy Winkler           | Estados Unidos | 76.97     | 78.61     |           | 78.61 | Q     |
| 6    | A     | Eivind Henriksen       | Noruega        | 78.12     |           |           | 78.12 | Q     |
| 7    | B     | Quentin Bigot          | França         | 75.62     | 77.95     |           | 77.95 | Q     |
| 8    | B     | Mykhaylo Kokhan        | Ucrânia        | 76.62     | 74.95     | 77.58     | 77.58 | Q     |
| 9    | A     | Nick Miller            | Grã-Bretanha   | 77.13     | x         | x         | 77.13 | q,    |
| 10   | A     | Christos Frantzeskakis | Grécia         | 76.03     | 74.47     | 75.79     | 76.03 | q     |
| 11   | B     | Humberto Mansilla      | Chile          | 72.85     | 74.39     | 75.33     | 75.33 | q     |
| 12   | B     | Alex Young             | Estados Unidos | 74.67     | x         | 72.97     | 74.67 | q     |
| 13   | A     | Adam Keenan            | Canadá         | 74.38     | 74.44     | 72.24     | 74.44 |       |
| 14   | B     | Javier Cienfuegos      | Espanha        | 73.16     | 72.43     | 74.25     | 74.25 |       |
| 15   | B     | Serghei Marghiev       | Moldávia       | 70.13     | 73.46     | 74.17     | 74.17 |       |
| 16   | A     | Diego del Real         | México         | 73.96     | 74.12     | 73.23     | 74.12 |       |
| 17   | B     | Rowan Hamilton         | Canadá         | 73.58     | 74.02     | 72.26     | 74.02 |       |
| 18   | A     | Yann Chaussinand       | França         | 72.62     | 73.95     | x         | 73.95 |       |
| 19   | A     | Marcin Wrotyński       | Polónia        | 73.00     | 73.55     | 73.26     | 73.55 |       |
| 20   | B     | Ragnar Carlsson        | Suécia         | x         | 72.26     | 73.45     | 73.45 |       |
| 21   | B     | Thomas Mardal          | Noruega        | 70.31     | x         | 72.90     | 72.90 |       |
| 22   | A     | Tristan Schwandke      | Alemanha       | 71.94     | 72.87     | 71.02     | 72.87 |       |
| 23   | A     | Tuomas Seppänen        | Finlândia      | 72.63     | 72.29     | 72.81     | 72.81 |       |
| 24   | A     | Hilmar Örn Jónsson     | Islândia       | 72.36     | 72.72     | x         | 72.72 |       |
| 25   | B     | Michail Anastasakis    | Grécia         | 70.35     | 70.03     | 72.40     | 72.40 |       |
| 26   | B     | Allan Wolski           | Brasil         | x         | 69.56     | 71.27     | 71.27 |       |
| 27   | B     | Aaron Kangas           | Finlândia      | 69.69     | 69.64     | 68.35     | 69.69 |       |
| 28   | A     | Joaquín Gómez          | Argentina      | 69.03     | 68.41     | x         | 69.03 |       |
| 29   | A     | Denzel Comenentia      | Países Baixos  | x         | x         | x         | NM    |       |
| 30   | A     | Gabriel Kehr           | Chile          |           |           |           |       | DNS   |

### Final
A final ocorreu dia 16 de julho às 12:00.
| Pos.              | Atleta                 | Nacionalidade  | Tentativa | Tentativa | Tentativa | Tentativa | Tentativa | Tentativa | Marca | Notas                |
| Pos.              | Atleta                 | Nacionalidade  | 1         | 2         | 3         | 4         | 5         | 6         | Marca | Notas                |
| ----------------- | ---------------------- | -------------- | --------- | --------- | --------- | --------- | --------- | --------- | ----- | -------------------- |
| Medalha de ouro   | Paweł Fajdek           | Polónia        | 74.71     | 80.58     | 81.98     | 79.13     | x         | x         | 81.98 | Melhor marca do ano  |
| Medalha de prata  | Wojciech Nowicki       | Polónia        | 77.40     | 80.07     | 81.03     | x         | 79.45     | 79.53     | 81.03 |                      |
| Medalha de bronze | Eivind Henriksen       | Noruega        | 78.89     | 80.87     | x         | 75.55     | 77.74     | 78.19     | 80.87 | Recorde da temporada |
| 4                 | Quentin Bigot          | França         | 79.52     | 78.86     | 80.24     | 79.94     | 79.85     | 79.38     | 80.24 |                      |
| 5                 | Bence Halász           | Hungria        | 79.12     | 79.46     | 80.15     | x         | 78.77     | 79.07     | 80.15 | Recorde pessoal      |
| 6                 | Rudy Winkler           | Estados Unidos | 78.91     | 77.49     | x         | 78.51     | 78.99     | 78.89     | 78.99 |                      |
| 7                 | Mykhaylo Kokhan        | Ucrânia        | 78.07     | 78.83     | x         | 77.94     | 78.16     | 77.97     | 78.83 | Recorde da temporada |
| 8                 | Daniel Haugh           | Estados Unidos | 76.80     | 78.10     | x         | 76.52     | 77.71     | x         | 78.10 |                      |
| 9                 | Christos Frantzeskakis | Grécia         | 77.04     | 74.34     | 76.85     |           |           |           | 77.04 |                      |
| 10                | Humberto Mansilla      | Chile          | 73.91     | 71.71     | 73.05     |           |           |           | 73.91 |                      |
| 11                | Nick Miller            | Grã-Bretanha   | x         | x         | 73.74     |           |           |           | 73.74 |                      |
| 12                | Alex Young             | Estados Unidos | 73.60     | 73.53     | x         |           |           |           | 73.60 |                      |

Legenda
| Recorde mundial       | Recorde mundial (World record)               |                       | Recorde africano                      | Recorde africano (African) |                                           | Q | Classificado por posição (Qualified) |
| Recorde do campeonato | Recorde do campeonato (Championship record)  | Recorde da América    | Recorde da América (Americas)         | q                          | Classificado por melhor tempo (Qualified) |   |                                      |
| Melhor marca do ano   | Melhor marca do ano (World leading)          | Recorde asiático      | Recorde asiático (Asian)              | DNS                        | Não largou (Did not start)                |   |                                      |
| Recorde nacional      | Recorde nacional (National record)           | Recorde europeu       | Recorde europeu (European)            | DNF                        | Não terminou (Did not finish)             |   |                                      |
| Recorde pessoal       | Recorde pessoal do atleta (Personal best)    | Recorde da Oceania    | Recorde da Oceania (Oceania)          | DSQ / DQ                   | Desclassificado (Disqualified)            |   |                                      |
| Recorde da temporada  | Recorde da temporada do atleta (Season best) | Recorde sul-americano | Recorde sul-americano (South America) | NM                         | Sem marca (No mark)                       |   |                                      |